# Senhorio de Balaguer
O Senhorio/Senhor de Balaguer é um título nobiliárquico, criado pela primeira vez pelo rei Afonso V de Aragão. Atualmente é um dos títulos vinculados tradicionalmente ao herdeiro da Coroa da Espanha, sendo seu titular S.A.R. dona Leonor de Bourbon e Ortiz.

## História
Título criado en 1418 pelo rei de Aragão, Afonso o Magnânimo, para seu irmão Juan. Vinculado simbolicamente à cidade que havia sido capital do suprimido Condado de Urgel, o domínio do grande rival dos Trastâmara pela posse da coroa durante o interregno de Jaime II de Urgel. Quando João herdou o trono do reino em 1458, outorgou esse título ao seu segundo filho, o infante Fernando, que o ostentou quando se apresentou para subir ao trono em 1479. Desde então foi um título próprio dos herdeiros da Coroa de Aragão, sempre unido ao de Príncipe de Girona.

## Situação geral
Desde 19 de junho de 2014  os títulos de herdeiro da antiga Coroa de Aragão são ostentados pela princesa Leonor de Bourbon e Ortiz, desde que o seu pai Felipe VI foi coroado Rei de Espanha. No âmbito legal, a Constitução espanhola de 1978 (título II, art. 57.2) estabeleça: O Príncipe herdeiro, desde seu nascimento ou desde que se produza o fato que origine o chamamento terá a dignidade de Príncipe das Astúrias e os demais títulos vinculados tradicionalmente ao sucessor da Coroa de Espanha.
Em 1990, durante uma visita oficial a Balaguer, o príncipe Felipe de Bourbon assumiu o título em uma cerimônia de homenagem popular. Desde a supressão da Coroa de Aragão, a princípios do século XVIII, é o primeiro herdeiro real que o ostenta, se bem que não tem feito uso público dele salvo nas ocasionais visitas à Catalunha e na cerimónia de seu casamento. Actualmente é a sua filha Leonor que assume o título.